# Geffory Chongo
Geffory Chongo (ur. ?) – zambijski lekkoatleta, skoczek o tyczce.

## Rekordy życiowe
- Skok o tyczce – 3,74 (1960) rekord Zambii[1]